# فوتبال آزاد

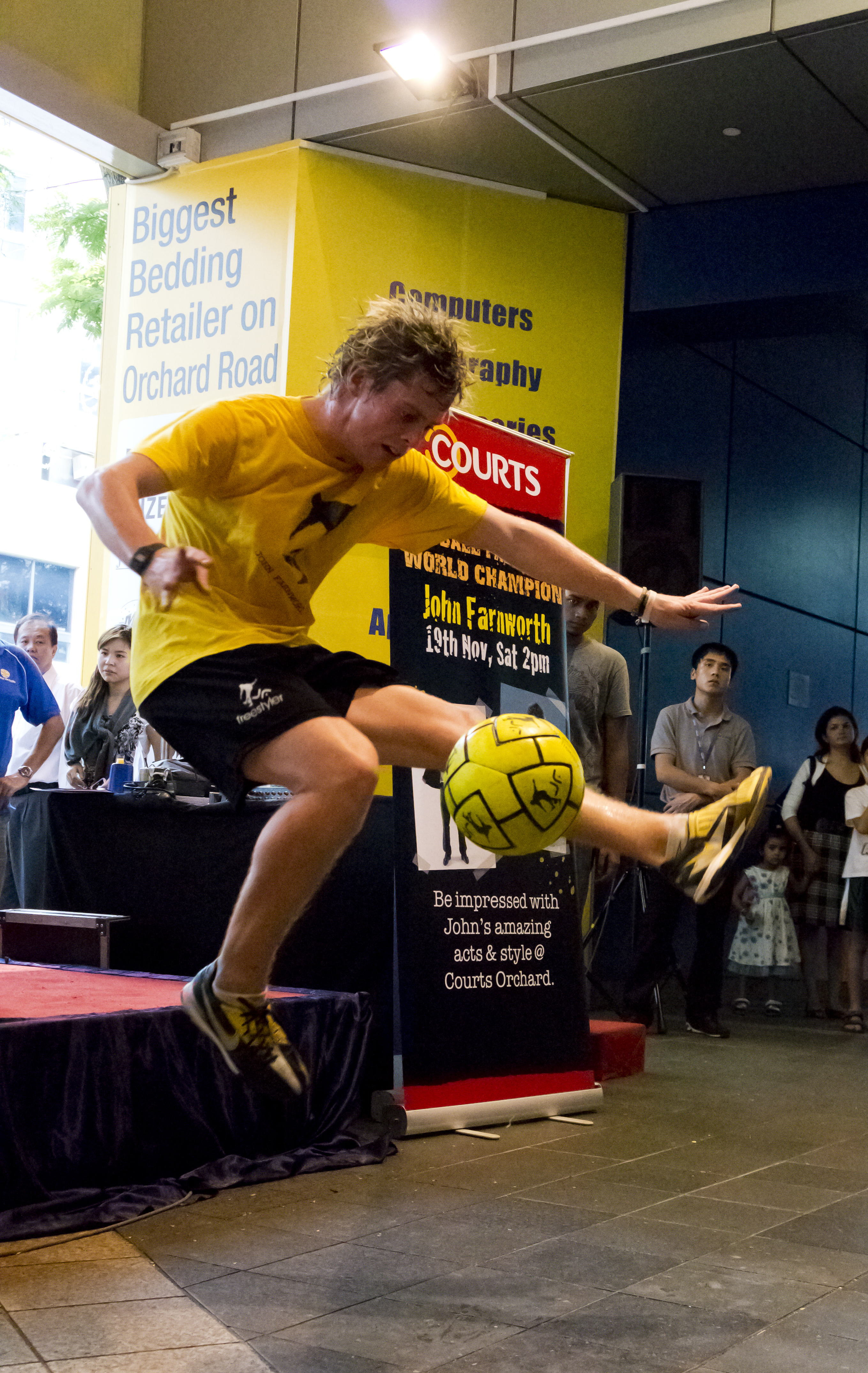
جان فارنوورس در سنگاپور در سال ۲۰۱۱

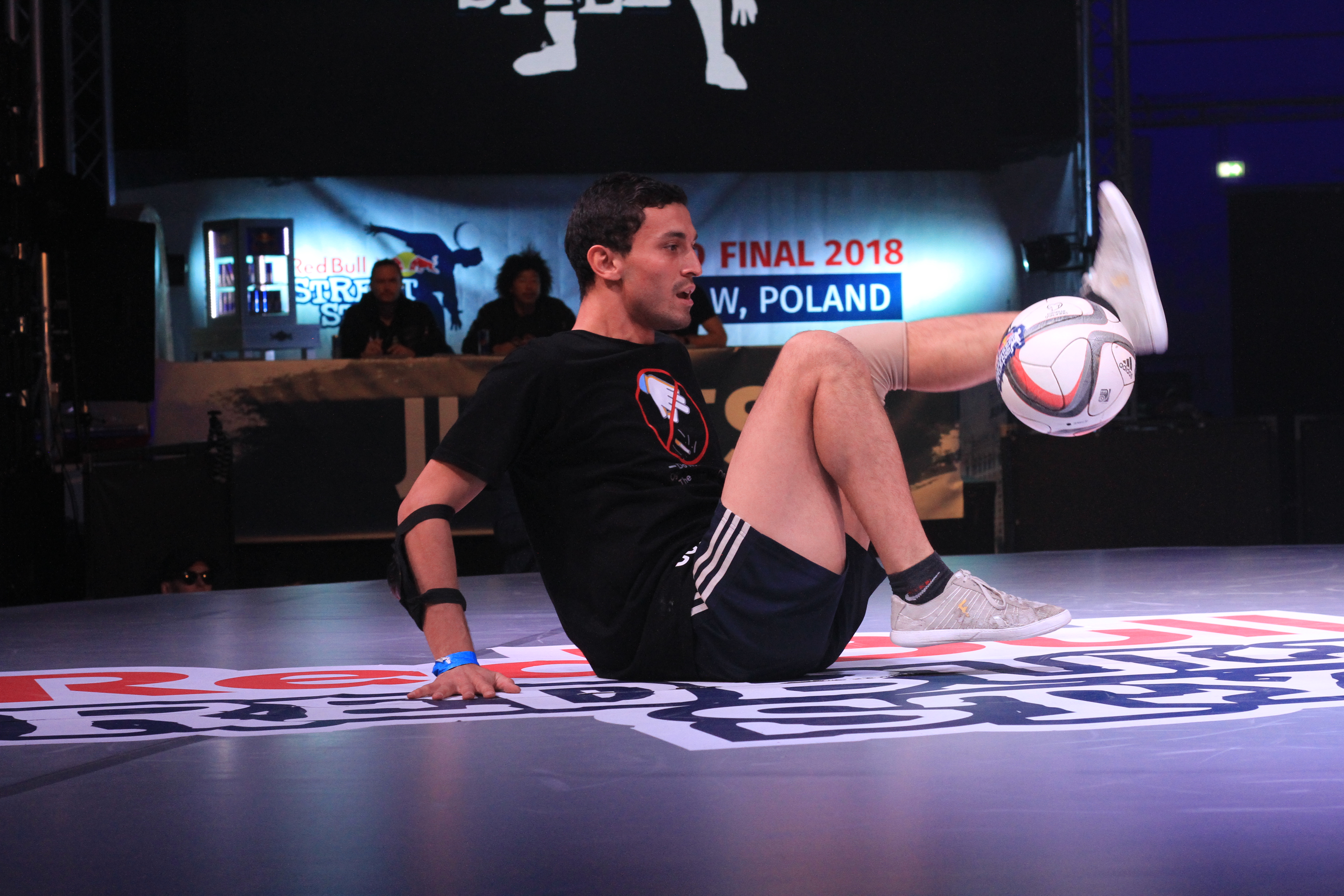
احمدرضا فلسفی در مسابقات جهانی ردبول استریت استایل ۲۰۱۸ لهستان

فریستایل فوتبال، یا فوتبال نمایشی به انجام حرکات نمایشی با توپ می‌گویند. فریستایل فوتبال فقط یک ورزش محسوب نمی‌شود بلکه به عنوان یک هنر نیز شناخته شده است. فریستایل فوتبال مانند تمام رشته‌های ورزشی دیگر فدراسیون جهانی دارد. هر سال مسابقات رسمی از سوی فدراسیون جهانی برگزار می‌شود که دارای رنکینگ جهانی می‌باشد. خیلی از افراد این رشته ورزشی را با روپایی زدن ساده یا حتی در غالب رکورد گیری‌ها اشتباه می‌گیرند. این ورزش، یک ورزش رقابتی تن به تن است. مسابقات آن بدین شکل است که ۳ تایم ۳۰ ثانیه برای هر بازیکن داده می‌شود که با توپ هنر خود را به نمایش بگذارد. در نهایت داوران که اغلب تعداد آنها ۳ نفر است نظر خود را اعلام می‌کنند.
اولین مسابقات فریستایل فوتبال در ایران که در فدراسیون جهانی این رشته ثبت گردید و دارای رنکینگ جهانی نیز بود در سال ۲۰۱۵ توسط پرشین بال و آرت فوتبال برگزار شد. و از سال ۲۰۱۶ تا ۲۰۱۹ با پشتیبانی پرشین بال هر ساله مسابقات رسمی و غیر رسمی برگزار گردید.  

## مسابقات

### مسابقه رسمی حرکات فوتبال نمایشی در ایران
| Year | Events | مقام اول | مقام دوم      | مقام سوم    |
| ---- | ------ | -------- | ------------- | ----------- |
| ۲۰۱۵ | اصفهان | اکبری    | احمدرضا فلسفی | احسان موسوی |

| Year | Events | مقام اول    | مقام دوم      | مقام سوم       |
| ---- | ------ | ----------- | ------------- | -------------- |
| ۲۰۱۶ | تهران  | احسان موسوی | احمدرضا فلسفی | علیرضا پاکطینت |

| Year | Events   | مقام اول      | مقام دوم | مقام سوم    |
| ---- | -------- | ------------- | -------- | ----------- |
| ۲۰۱۷ | مازندران | احمدرضا فلسفی | اکبری    | احسان موسوی |

| Year | Events | مقام اول      | مقام دوم | مقام سوم  |
| ---- | ------ | ------------- | -------- | --------- |
| ۲۰۱۸ | تهران  | احمدرضا فلسفی | اکبری    | سینا موفق |

| Year | Events | مقام اول      | مقام دوم          | مقام سوم    |
| ---- | ------ | ------------- | ----------------- | ----------- |
| ۲۰۱۹ | تهران  | احمدرضا فلسفی | محمدسعید حمیدزاده | محمد تاجیکی |